# Republicanii (Germania)
Republicanii (în original germană în: Die Republicaner, REP) este un partid politic german conservator de dreapta. După alte păreri REP este un partid radical de extremă dreapta. În ultima vreme succesul partidului la alegători este în scădere.
Are reprezentanți doar în unele parlamente comunale (deci nici în cele ale landurilor, nici în bundestag).